# Censura en el Imperio del Japón

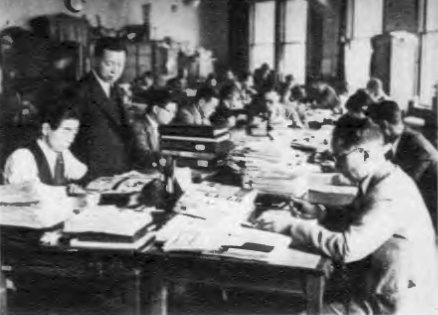
Censores del gobierno trabajando en el Departamento de Policía Metropolitana de Tokio en 1938.

La censura en el Imperio de Japón (検閲, Ken'etsu) fue una continuación de una larga tradición que comenzó en el período feudal de Japón. La censura gubernamental de la prensa existió en Japón durante el período Edo, ya que el bakufu Tokugawa era, en muchos sentidos, un estado policial, que buscaba controlar la difusión de información, incluido el cristianismo, la afluencia de ideas occidentales, la pornografía y cualquier escritura política crítica del shōgun y el gobierno.

## Era Meiji (1868–1912)
Con la restauración Meiji, el foco de la censura estatal de la información pasó a la protección del Emperador y el incipiente gobierno Meiji. Los ideales de la democracia liberal se consideraron peligrosamente subversivos, y fueron blanco de la Ordenanza de Publicaciones de 1869 (出版条例, Shuppan Jōrei), que prohibió ciertos temas (incluida la pornografía) y sometió las publicaciones a revisión y aprobaciones previas a la publicación. Inicialmente destinado a servir como una ley de derechos de autor, se adoptó rápidamente como un método para controlar las críticas públicas contra el gobierno.
Con el establecimiento del sistema de gobierno del gabinete, el Ministerio del Interior fue asignado a esta tarea y emitió una variedad de regulaciones dirigidas específicamente a los periódicos. El crecimiento del Movimiento por la Libertad y los Derechos del Pueblo provocó una reacción de elementos conservadores dentro del gobierno para aprobar leyes estrictas sobre difamación en 1875, y también una draconiana Ordenanza de Prensa de 1875 (新聞紙条例, Shimbunshi Jōrei) que fue tan severa que fue etiquetada como la “Ley de abolición de periódicos”, ya que facultaba al Ministro del Interior para prohibir o cerrar periódicos ofensivos que el gobierno consideraba ofensivos para el orden público o la seguridad del estado. La ordenanza se fortaleció aún más en las revisiones de 1887, que extendieron las sanciones a los autores y editores, y también restringió la importación de periódicos en idiomas extranjeros con material cuestionable.
Durante la Primera guerra sino-japonesa de 1894-1895, y la Guerra ruso-japonesa de 1904-1905, el Ministerio del Ejército también impuso restricciones separadas de censura en tiempos de guerra.
Las leyes de censura fueron revisadas nuevamente en la Ley de Publicaciones de 1893 (出版法, Shuppan Hō), que permaneció prácticamente sin cambios hasta 1949. Las regulaciones de los periódicos siguieron su ejemplo en la Ley de Prensa de 1909 (新聞紙条例, Shimbunshi Jorei), que siguió las regulaciones de la Ley de Publicaciones de 1893 y castigos detallados por delitos.

## Era Taishō (1912–1926)
Aunque el período Taishō es estereotipado como uno de política liberal, también fue un período de gran agitación social, y el gobierno se volvió cada vez más duro en sus intentos por controlar la difusión de nuevas filosofías políticas consideradas peligrosas para el gobierno: especialmente el socialismo, comunismo y anarquismo. Después del final de la Primera Guerra Mundial, las Leyes de Preservación de la Paz de 1925 aumentó los poderes policiales para enjuiciar a los promotores del socialismo y del movimiento de independencia de Corea. Las restricciones de censura también se ampliaron para abarcar grupos religiosos. En 1928, se agregó la pena de muerte por ciertas violaciones y se creó la Policía Superior Especial (Tokkō) para tratar los delitos ideológicos (es decir, los delitos de pensamiento) a nivel nacional.

## Principios de la Era Shōwa (1926–1945)
En 1924, se creó el Departamento de Monitoreo de Publicaciones del Ministerio del Interior con secciones separadas para censura, investigación y asuntos generales. Con el estallido de la segunda guerra sino-japonesa, el Ministerio del Interior, el Ministerio del Ejército, el Ministerio de la Marina y el Ministerio de Relaciones Exteriores celebraron reuniones periódicas con los editores para brindar asesoramiento sobre cómo seguir las normas cada vez más estrictas. Las sanciones por violaciones aumentaron en severidad, y las grabaciones de voz (incluidas las transmisiones de radio) también quedaron bajo el alcance oficial.
En 1936, se creó un Comité de Información y Propaganda dentro del Ministerio del Interior, que emitió todas las declaraciones de prensa oficiales, y que trabajó junto con el Departamento de Monitoreo de Publicaciones en temas de censura. Las actividades de este comité, un consorcio de militares, políticos y profesionales ascendidos a una "división" (Naikaku jōhōbu) en septiembre de 1937, fueron tanto proscriptivas como prescriptivas. Además de aplicar la censura a todos los medios del régimen Shōwa y emitir pautas detalladas para los editores, hizo sugerencias que no eran más que comandos. A partir de 1938, los medios impresos "se darían cuenta de que su supervivencia dependía de las señales del Gabinete de Información del Gabinete y su publicación insignia, Shashin shūhō, diseñadores de la 'mirada' del soldado y la 'mirada' de la guerra".
El artículo 12 de la guía de censura para periódicos emitida en septiembre de 1937 declaró que cualquier artículo de noticias o fotografía "desfavorable" para el Ejército Imperial estaba sujeto a una mordaza. El artículo 14 prohibía cualquier "fotografía de atrocidades", pero respaldaba informes sobre la "crueldad de los soldados y civiles chinos".
Dando el ejemplo de la masacre de Nanjing, Tokushi Kasahara de la Universidad de Tsuru afirma: "Algunos negadores argumentan que Nanjing fue mucho más pacífico de lo que generalmente pensamos. Siempre muestran algunas fotografías con refugiados de Nanjing vendiendo algo de comida en las calles o gente china sonriendo en el Se están olvidando de la propaganda japonesa. El Ejército Imperial impuso una estricta censura. No se pudo pasar ninguna fotografía con cadáveres. Así que los fotógrafos tuvieron que quitar todos los cuerpos antes de tomar fotos de calles y edificios de la ciudad... Incluso si las fotos no fueron puestas en escena, los refugiados no tuvieron más remedio que adular a los soldados japoneses. Actuar de otra manera significaba su muerte..."
Uno de los ejemplos más famosos de censura está relacionado con Mugi to heitai (trigo y soldados), el éxito de ventas de Ashihei Hino en tiempos de guerra. Un párrafo en el que el autor describió la decapitación de tres soldados chinos fue cortado de la sección final del libro a pesar de la dedicación del autor al esfuerzo de guerra.
En 1940, el Departamento de Información y Propaganda (情報部, Jōhōbu) fue elevado a la Oficina de Información (情報局, Jōhōkyoku), que consolidó los departamentos de información previamente separados del Ejército, la Armada y el Ministerio de Relaciones Exteriores bajo los auspicios del Ministerio del Interior. El nuevo Jōhōkyoku tenía control completo sobre todas las noticias, publicidad y eventos públicos. Estaba encabezado por un presidente (sōsai) responsable directamente ante el Primer Ministro con un personal de aproximadamente 600 personas, incluidos oficiales militares y funcionarios del Ministerio del Interior y de Relaciones Exteriores. En febrero de 1941 distribuyó entre los editores una lista negra de escritores cuyos artículos se les aconsejó que ya no imprimieran.
Los portavoces oficiales del Naikaku Johōkyoku, como el vicepresidente Hideo Okumura, el Mayor General Nakao Nahagi y el Capitán Hideo Hiraide, se convirtieron en los comentaristas más populares. Estos hombres se dirigieron a conferencias de prensa, hablaron por radio y escribieron en periódicos.
Sin embargo, el Naikaku Johōkyoku solo se ocupó de asuntos civiles. Los boletines de guerra pertenecían al Daihonei hōdōbu, el Departamento de Prensa del Cuartel General Imperial, que estaba compuesto por las secciones de prensa del Ejército y la Armada. El Daihonei hōdōbu desplegó sus propios corresponsales de guerra y ocasionalmente redactó reporteros civiles para su cobertura.
La revisión de 1941 de la Ley de Movilización General del Estado (国家総動員法, Kokka Sōdōin Hō) eliminó por completo la libertad de prensa. Todo el correo también estaba sujeto a escrutinio. En febrero de 1942, todos los periódicos recibieron la orden de fusionarse o dejar de publicarse. La Liga de Editores de Japón (日本新聞連盟 Nihon shinbun renmei), reorganizada en la Asociación de Editores de Japón (日本新聞会 Nihon shinbunkai) acordó cooperar con el gobierno mediante la supervisión interna de sus miembros mediante una autoevaluación de borradores, manuscritos y pruebas antes de la presentación final a los censores oficiales del gobierno. A medida que la situación de guerra se deterioró, el gobierno se hizo cargo de la distribución del papel, liberando suministros solo para asuntos relacionados con la política oficial. En 1944, solo quedaban 34 revistas en publicación, y en 1945, solo se permitía un periódico por prefectura.

## Ocupación de Japón
Artículo principal: Ocupación de Japón
Después de la rendición de Japón en 1945, el Comandante Supremo de las Potencias Aliadas abolió todas las formas de censura y controles sobre la libertad de expresión, que también se integró en el Artículo 21 de la Constitución de Japón de 1947. Sin embargo, la censura a la prensa siguió siendo una realidad en la era de la posguerra, especialmente en asuntos de pornografía y en asuntos políticos considerados subversivos por el gobierno estadounidense durante la ocupación de Japón.

De acuerdo con David M. Rosenfeld:
La censura de la ocupación no solo prohibió las críticas a los Estados Unidos u otras naciones aliadas, sino que también se prohibió la mención de la censura. Esto significa, como observa Donald Keene, que para algunos productores de textos "la censura de la ocupación era aún más exasperante que la censura militar japonesa porque insistía en que se ocultaran todos los rastros de censura. Esto significaba que los artículos tenían que reescribirse por completo, en lugar de simplemente enviar XX por las frases ofensivas".

— Donald Keene, citado en Dawn to the West